# 密諜
《密諜》（原題：The Prisoner），為1967年10月1日～1968年2月4日，於英國ITV電視台播出的電視影集，由英國演員派屈克·麥古恩（Patrick McGoohan，1928～2009）身兼主演・企畫・導演（部份集數），全17集。台灣則曾由台視在1968年9月24日至11月26日期間，於每週二20:30～21:30時段播出，並曾於1975年重播，但兩次播出時均未播畢即告腰斬。

## 故事大綱
身為英國諜報員的主角（片中從未透露主角的本名），某天向上級遞出辭呈決定辭職。可是當他回到家裡收拾行李時，卻被人用催眠瓦斯給迷昏。醒來之後，他才發現自己身在一處名為「村子」的國籍不明之地。在「村子」裡，也有許多跟他一樣的「囚犯」（the prisoner）被綁來，而每個人的真實身份都遭到隱匿，並以編號來稱呼。
被賦予「6號」（No.6）這個編號的主角，每集都會遇到村中的新領導者「2號」（No.2，且擔任人物會屢次更替）前來質問他「辭職的理由」與「所知的情報」，但主角卻堅拒回答。「6號」屢次嘗試逃出「村子」，卻總是遭到「2號」阻攔，並以各種手段隱藏幕後的秘密。劇情主軸雖著重於兩者之間的鬥智，但其間也有許多故事開始發展。
本片雖然歸類於科幻諜報類型，但卻隨處可見嶄新前衛的表現手法與哲學風的概念，至今仍頗受推崇。

## 各集資料
括號內為英國首播日期。
1. ARRIVAL（1967.10.01）
2. THE CHIMES OF BIG BEN（1967.10.08）
3. A, B AND C（1967.10.15）
4. FREE FOR ALL（1967.10.22）
5. THE SCHIZOID MAN（1967.10.29）
6. THE GENERAL（1967.11.05）
7. MANY HAPPY RETURNS（1967.11.12）
8. DANCE OF THE DEAD（1967.11.26）
9. CHECKMATE（1967.12.03）
10. HAMMER INTO ANVIL（1967.12.10）
11. It's Your Funeral（1967.12.17）
12. A CHANGE OF MIND（1967.12.31）
13. DO NOT FORSAKE ME, OH MY DARLING（1968.01.07）
14. LIVING IN HARMONY（1968.01.14）
15. THE GIRL WHO WAS DEATH（1968.01.21）
16. ONCE UPON A TIME（1968.01.28）
17. FALL OUT（1968.02.04）

## 翻拍版本
- 本片播映後40年來，曾多次傳出翻拍的消息，但多數均告無疾而終。過去曾傳出將由梅爾·吉勃遜主演的版本，2008年，則傳出賣座電影《黑暗騎士》的導演克里斯多夫·諾蘭正開始籌拍本片的電影新版本，但之後並無更進一步的消息。2016年，則傳出將由雷利·史考特接手製作電影版本，但至今亦無後續。
- 2009年，本片則由美國有線頻道AMC翻拍為全6集的迷你影集版本《囚徒末路》，由吉姆·卡維佐及伊恩·麥克連主演，於2009年11月15日～11月17日期間分三天播映（每天播出兩集）。

## 相關連結
- 互联网电影数据库（IMDb）上《The Prisoner》的资料（英文）
- 爛番茄上《密諜》的資料（英文）